# San Jerónimo Lídice

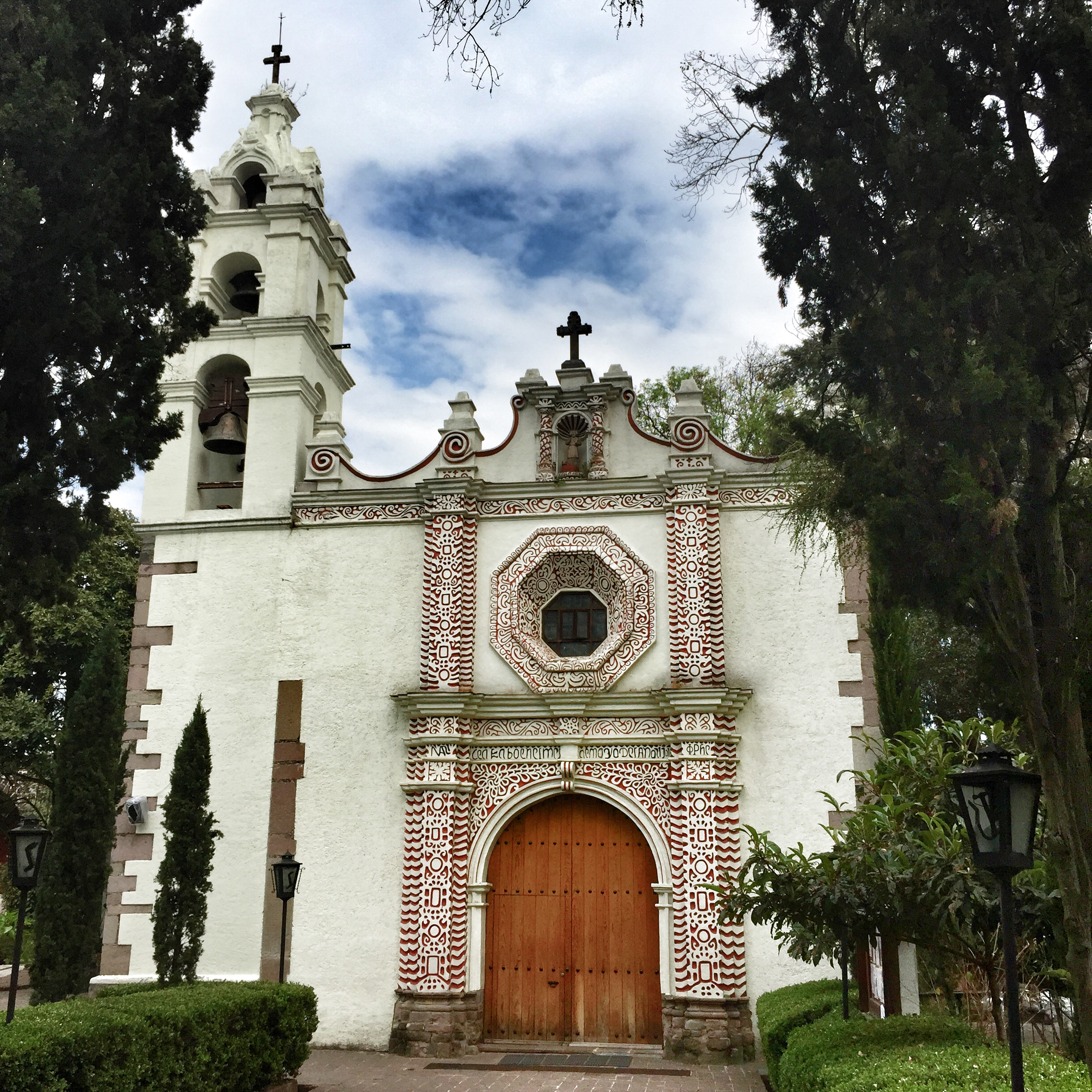
Kerk van San Jerónimo Aculco

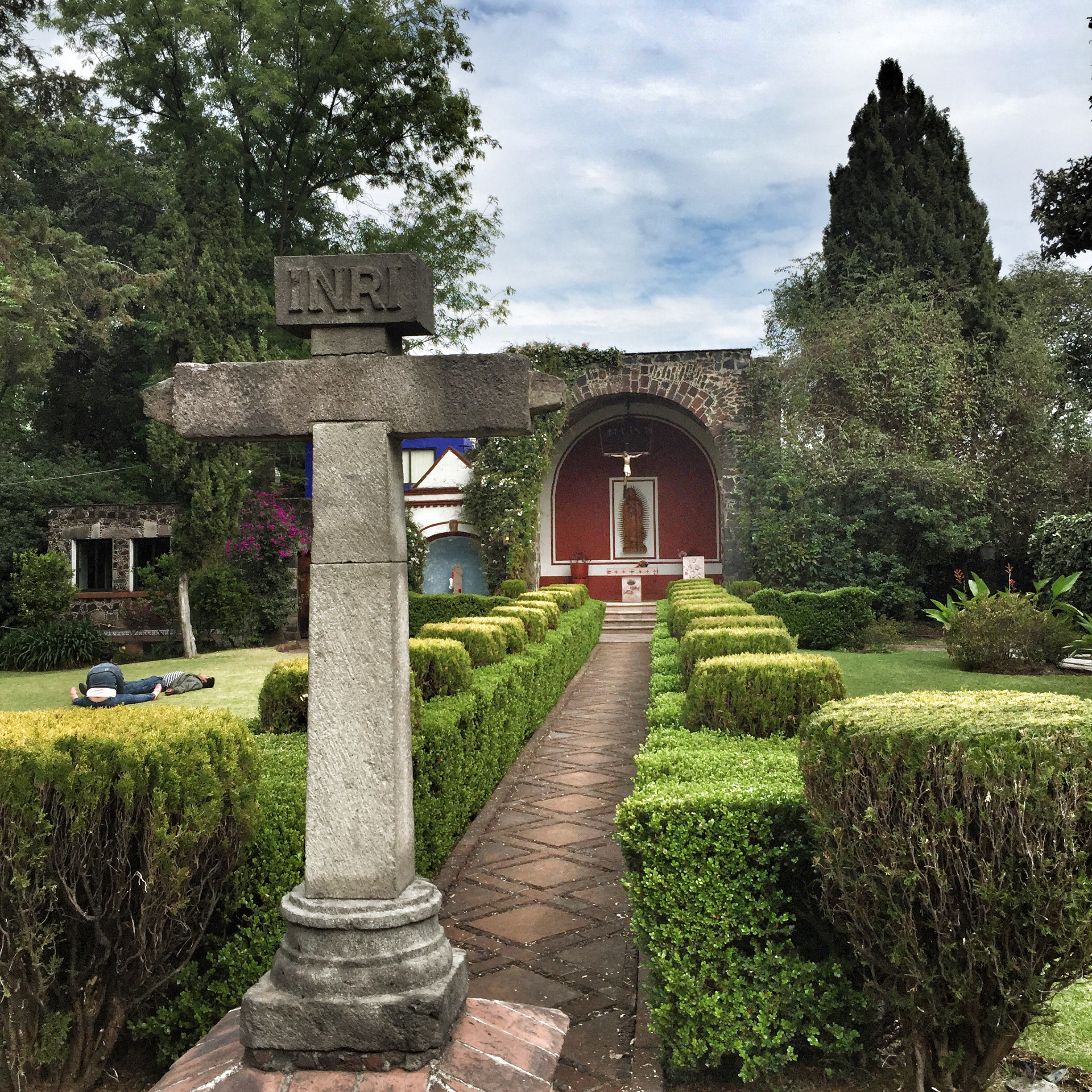
Tuin en open kapel, Kerk van San Jerónimo Aculco

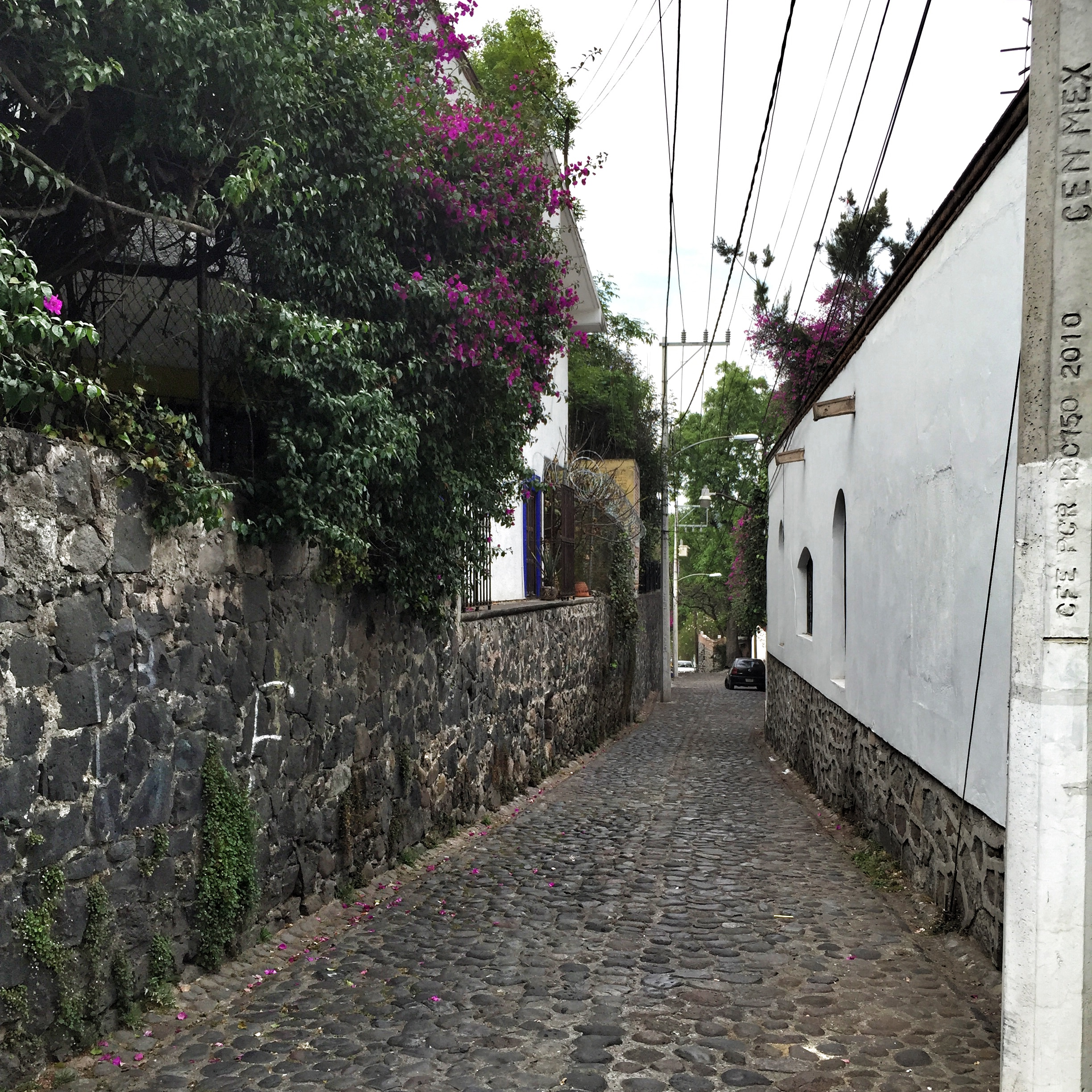
Straat in San Jerónimo Lídice

San Jerónimo Lídice, of San Jerónimo Aculco is een voormalig dorp, dat nu onderdeel is van Mexico-Stad. Het ligt in Magdalena Contreras, in het zuidwesten van de stad.
De nederzetting met de naam Aculco bestond al in de tijd van de Tolteken, Álvaro Obregón. De naam betekent 'waar het water keert'. Het dorp was gespecialiseerd in het telen van fruit en groenten. Toen in 1934 een dam in het gebied werd gebouwd, werden overblijfselen van de Tolteekse beschaving gevonden.
De kerk van San Jerónimo Aculco werd in de zestiende eeuw door Franciscanen gebouwd. De kerk werd in de achttiende eeuw verbouwd. De patroonheilige van de kerk wordt op 30 september geëerd.
In 1943 werd de naam van een gedeelte van het dorp veranderd ter nagedachtenis aan de slachting van Lidice in Tsjechië. Elk jaar wordt op 10 juni de slachting van Lidice herdacht op het plein voor de kerk van San Jerónimo.